# Campionato mondiale di hockey su ghiaccio maschile 2003
Il 67º Campionato mondiale di hockey su ghiaccio è stato assegnato dall'International Ice Hockey Federation alla Finlandia, che lo ha ospitato nella capitale Helsinki e nelle città di Tampere e Turku nel periodo tra il 26 aprile e l'11 maggio 2003. Questa è la sesta volta che il paese scandinavo ha organizzato il campionato mondiale dopo le edizioni del 1965, del 1974, del 1982, del 1991 e del 1997. Le città scelte per ospitare la competizione iridata furono le stesse delle edizioni del 1991 e del 1997.
La nazionale slovacca era la detentrice del titolo, in virtù del primo successo ottenuto nella storia del mondiale l'anno precedente in Svezia.
Il torneo è stato vinto dal Canada, al suo ventiduesimo titolo mondiale, che ha sconfitto in finale la Svezia per 3-2 ai tempi supplementari. Al gradino più basso del podio sono giunti invece i campioni in carica della Slovacchia, che si sono imposti sulla Repubblica Ceca per 4-2.

## Qualificazione
Nello spareggio asiatico per la qualificazione al campionato mondiale il Giappone sconfisse la Cina per 15-0. La Cina fu inserita nella Seconda Divisione - Gruppo B.
| Hachinohe 4 febbraio 2003, ore 18:00 | Giappone | 15 – 0 (5-0; 6-0; 4-0) referto | Cina | (1.788 spett.) |

## Stadi
- L'Hartwall-areena di Helsinki, nota anche come Helsinki-areena, è una grande arena polivalente costruita a Helsinki progettata nel 1994 e inaugurata nel 1997. Ospita le partite casalinghe dello Jokerit, squadra militante nella SM-liiga. Per gli incontri di hockey su ghiaccio la capienza massima è di 13.349 posti a sedere
- L'HK-areena di Turku è un palazzetto polivalente sede delle gare interne dell'TPS Turku, squadra della SM-liiga. Costruito nel 1990 e ristrutturato appositamente nel 1997 ha una capienza massima di 11.820 posti a sedere.
- Il Tampereen jäähalli di Tampere, il più antico palazzo del ghiaddio della nazione, è un palazzetto polivalente sede delle gare interne del Tappara e dell'Ilves, squadre della SM-liiga. Costruito nel 1965 ha una capienza massima di 7.800 posti a sedere.

| Hartwall-areena    | HK-areena        |
| Capienza: 13.349   | Capienza: 11.820 |
|                    |                  |
| Tampere            |                  |
| Tampereen jäähalli |                  |
| Capienza: 7.800    |                  |
|                    |                  |

## Partecipanti
Al torneo prendono parte 16 squadre:
| 13 dall'Europa    | Austria    | Bielorussia (Promossa dalla I divisione) | Danimarca (Promossa dalla I divisione) | Finlandia |
| 13 dall'Europa    | Germania   | Lettonia                                 | Rep. Ceca                              | Russia    |
| 13 dall'Europa    | Slovacchia | Slovenia                                 | Svezia                                 | Svizzera  |
| 13 dall'Europa    | Ucraina    |                                          |                                        |           |
| 2 dal Nordamerica | Canada     | Stati Uniti                              |                                        |           |
| 1 dall'Asia       | Giappone   |                                          |                                        |           |

## Raggruppamenti
| Gruppo A (Helsinki) | Gruppo B (Tampere) | Gruppo C (Turku) | Gruppo D (Helsinki, Tampere, Turku) |
| Germania            | Danimarca          | Bielorussia      | Austria                             |
| Giappone            | Russia             | Canada           | Finlandia                           |
| Slovacchia          | Stati Uniti        | Lettonia         | Rep. Ceca                           |
| Ucraina             | Svizzera           | Svezia           | Slovenia                            |

## Gironi preliminari

### Girone A
| Helsinki 27 aprile 2003, ore 16:00 UTC+3                                                                               | Germania  | 5 – 4 (4-2; 0-0; 1-2) referto                    | Giappone | Hartwall-areena (10.192 spett.) |
| Morczinietz 00:46 Felski 04:17 56:57 Boos 08:34 Blank 19:45 Marcatori 10:37 Obara 17:16 K. Ito 47:02 M. Ito 59:44 Yule |           |                                                  |          |                                 |
| |           |                                                  |          |                                 |
| Morczinietz 00:46 Felski 04:17 56:57 Boos 08:34 Blank 19:45                                                            | Marcatori | 10:37 Obara 17:16 K. Ito 47:02 M. Ito 59:44 Yule |          |                                 |

| Helsinki 27 aprile 2003, ore 20:00 UTC+3 | Ucraina   | 3 – 9 (0-2; 2-4; 1-3) referto                                                 | Slovacchia | Hartwall-areena (10.145 spett.) |
| Zinevyč 20:59 Zaval'njuk 25:57 Procenko 43:38 Marcatori 34:05 46:36 46:36 46:36 Zedník 18:22 30:49 Pálffy 26:25 Stümpel 40:51 Országh 41:47 Šatan |           |                                                                               |            |                                 |
| |           |                                                                               |            |                                 |
| Zinevyč 20:59 Zaval'njuk 25:57 Procenko 43:38 | Marcatori | 34:05 46:36 Zedník 18:22 30:49 Pálffy 26:25 Stümpel 40:51 Országh 41:47 Šatan |            |                                 |

| Helsinki 28 aprile 2003, ore 16:00 UTC+3 | Slovacchia | 10 – 1 (3-1; 5-0; 2-0) referto | Giappone | Hartwall-areena (6.050 spett.) |
| Stümpel 07:00 Pálffy 09:58 16:39 Nagy 24:45 Hlinka 27:43 Radivojević 34:06 44:24 Zedník 35:50 Višňovský 39:24 Lintner 49:10 Marcatori 11:31 Saito |            |                                |          |                                |
| |            |                                |          |                                |
| Stümpel 07:00 Pálffy 09:58 16:39 Nagy 24:45 Hlinka 27:43 Radivojević 34:06 44:24 Zedník 35:50 Višňovský 39:24 Lintner 49:10                       | Marcatori  | 11:31 Saito                    |          |                                |

| Helsinki 29 aprile 2003, ore 16:00 UTC+3                              | Germania  | 3 – 1 (0-1; 2-0; 1-0) referto | Ucraina | Hartwall-areena (7.596 spett.) |
| Morczinietz 26:18 Reichel 38:38 M. Goc 50:51 Marcatori 17:38 Šyrjajev |           |                               |         |                                |
|                                                                       |           |                               |         |                                |
| Morczinietz 26:18 Reichel 38:38 M. Goc 50:51                          | Marcatori | 17:38 Šyrjajev                |         |                                |

| Helsinki 30 aprile 2003, ore 16:00 UTC+3                         | Slovacchia | 3 – 1 (0-1; 2-0; 1-0) referto | Germania | Hartwall-areena (7.594 spett.) |
| Pálffy 24:30 Višňovský 29:03 Országh 52:50 Marcatori 18:47 Benda |            |                               |          |                                |
|                                                                  |            |                               |          |                                |
| Pálffy 24:30 Višňovský 29:03 Országh 52:50                       | Marcatori  | 18:47 Benda                   |          |                                |

| Helsinki 30 aprile 2003, ore 20:00 UTC+3                                                      | Giappone  | 1 – 5 (0-2; 0-2; 1-1) referto                                       | Ucraina | Hartwall-areena (4.833 spett.) |
| Kawashima 44:35 Marcatori 16:40 Procenko 17:40 Sal'nykov 24:22 Šyrjajev 29:42 52:49 Charčenko |           |                                                                     |         |                                |
|                                                                                               |           |                                                                     |         |                                |
| Kawashima 44:35                                                                               | Marcatori | 16:40 Procenko 17:40 Sal'nykov 24:22 Šyrjajev 29:42 52:49 Charčenko |         |                                |

| Pos. |            | PG | V | N | P | GF | GS | DR  | Pt |
| 1.   | Slovacchia | 3  | 3 | 0 | 0 | 22 | 5  | +17 | 6  |
| 2.   | Germania   | 3  | 2 | 0 | 1 | 9  | 8  | +1  | 4  |
| 3.   | Ucraina    | 3  | 1 | 0 | 2 | 9  | 13 | -4  | 2  |
| 4.   | Giappone   | 3  | 0 | 0 | 3 | 6  | 20 | -14 | 0  |

### Girone B
| Tampere 26 aprile 2003, ore 15:00 UTC+3                                                                   | Stati Uniti | 2 – 5 (1-3; 0-1; 1-1) referto                                       | Danimarca | Tampereen jäähalli (3.681 spett.) |
| Fahey 16:06 Fairchild 42:24 Marcatori 06:06 Nordby-Andersen 09:48 53:18 Staal 12:21 Damgaard 23:09 Larsen |             |                                                                     |           |                                   |
| |             |                                                                     |           |                                   |
| Fahey 16:06 Fairchild 42:24                                                                               | Marcatori   | 06:06 Nordby-Andersen 09:48 53:18 Staal 12:21 Damgaard 23:09 Larsen |           |                                   |

| Tampere 26 aprile 2003, ore 19:00 UTC+3                                                                            | Svizzera  | 2 – 5 (1-2; 1-2; 0-1) referto                                              | Russia | Tampereen jäähalli (4.057 spett.) |
| Bärtschi 02:15 Christen 25:11 Marcatori 14:51 Koval'čuk 18:19 Grigorenko 23:17 Kalinin 26:49 Archipov 47:42 Dacjuk |           |                                                                            |        |                                   |
| |           |                                                                            |        |                                   |
| Bärtschi 02:15 Christen 25:11                                                                                      | Marcatori | 14:51 Koval'čuk 18:19 Grigorenko 23:17 Kalinin 26:49 Archipov 47:42 Dacjuk |        |                                   |

| Tampere 27 aprile 2003, ore 15:00 UTC+3 | Stati Uniti | 0 – 1 (0-1; 0-0; 0-0) referto | Svizzera | Tampereen jäähalli (3.887 spett.) |
| Marcatori 11:17 Seger                   |             |                               |          |                                   |
|                                         |             |                               |          |                                   |
|                                         | Marcatori   | 11:17 Seger                   |          |                                   |

| Tampere 27 aprile 2003, ore 19:00 UTC+3                                                        | Russia    | 6 – 1 (1-0; 5-1; 0-0) referto | Danimarca | Tampereen jäähalli (3.960 spett.) |
| Proškin 14:52 Suglobov 23:51 30:14 31:02 Koval'čuk 25:37 Saprykin 26:47 Marcatori 34:33 Larsen |           |                               |           |                                   |
|                                                                                                |           |                               |           |                                   |
| Proškin 14:52 Suglobov 23:51 30:14 31:02 Koval'čuk 25:37 Saprykin 26:47                        | Marcatori | 34:33 Larsen                  |           |                                   |

| Tampere 29 aprile 2003, ore 15:00 UTC+3                                                                        | Danimarca | 2 – 6 (0-2; 1-2; 1-2) referto                                                | Svizzera | Tampereen jäähalli (7.208 spett.) |
| Larsen 28:40 True 46:14 Marcatori 02:23 Conne 14:41 17:15 Plüss 34:19 Bezina 47:59 Paterlini 57:14 Aeschlimann |           |                                                                              |          |                                   |
| |           |                                                                              |          |                                   |
| Larsen 28:40 True 46:14                                                                                        | Marcatori | 02:23 Conne 14:41 17:15 Plüss 34:19 Bezina 47:59 Paterlini 57:14 Aeschlimann |          |                                   |

| Tampere 29 aprile 2003, ore 19:00 UTC+3                                    | Russia    | 3 – 2 (0-1; 2-0; 1-1) referto | Stati Uniti | Tampereen jäähalli (7.806 spett.) |
| Frolov 21:41 Antipov 11:18 Koval'čuk 50:27 Marcatori 11:14 Hall 41:17 Pohl |           |                               |             |                                   |
|                                                                            |           |                               |             |                                   |
| Frolov 21:41 Antipov 11:18 Koval'čuk 50:27                                 | Marcatori | 11:14 Hall 41:17 Pohl         |             |                                   |

| Pos. |             | PG | V | N | P | GF | GS | DR | Pt |
| 1.   | Russia      | 3  | 3 | 0 | 0 | 14 | 5  | +9 | 6  |
| 2.   | Svizzera    | 3  | 2 | 0 | 1 | 9  | 7  | +2 | 4  |
| 3.   | Danimarca   | 3  | 1 | 0 | 2 | 8  | 14 | -6 | 2  |
| 4.   | Stati Uniti | 3  | 0 | 0 | 3 | 4  | 9  | -5 | 0  |

### Girone C
| Turku 26 aprile 2003, ore 16:00 UTC+3            | Canada    | 3 – 0 (2-0; 0-0; 1-0) referto | Bielorussia | HK-areena (6.370 spett.) |
| Smyth 12:13 Heatley 42:51 Comrie 41:15 Marcatori |           |                               |             |                          |
|                                                  |           |                               |             |                          |
| Smyth 12:13 Heatley 42:51 Comrie 41:15           | Marcatori |                               |             |                          |

| Turku 26 aprile 2003, ore 20:00 UTC+3                                         | Lettonia  | 1 – 3 (1-2; 0-1; 0-0) referto                     | Svezia | HK-areena (6.759 spett.) |
| Romanovskis 12:58 Marcatori 13:57 M. Norström 16:28 P. Nordström 22:46 Rhodin |           |                                                   |        |                          |
|                                                                               |           |                                                   |        |                          |
| Romanovskis 12:58                                                             | Marcatori | 13:57 M. Norström 16:28 P. Nordström 22:46 Rhodin |        |                          |

| Turku 27 aprile 2003, ore 16:00 UTC+3                                                        | Canada    | 6 – 1 (2-1; 1-0; 3-0) referto | Lettonia | HK-areena (6.782 spett.) |
| Heatley 02:25 31:46 Cross 16:50 Comrie 45:42 Brière 52:14 Smyth 52:42 Marcatori 12:14 Čubars |           |                               |          |                          |
|                                                                                              |           |                               |          |                          |
| Heatley 02:25 31:46 Cross 16:50 Comrie 45:42 Brière 52:14 Smyth 52:42                        | Marcatori | 12:14 Čubars                  |          |                          |

| Turku 27 aprile 2003, ore 20:00 UTC+3                    | Svezia    | 2 – 1 (1-1; 0-0; 1-0) referto | Bielorussia | HK-areena (4.849 spett.) |
| D. Tjärnqvist 08:46 Jönsson 55:07 Marcatori 02:36 Pankoŭ |           |                               |             |                          |
|                                                          |           |                               |             |                          |
| D. Tjärnqvist 08:46 Jönsson 55:07                        | Marcatori | 02:36 Pankoŭ                  |             |                          |

| Turku 29 aprile 2003, ore 16:00 UTC+3                | Bielorussia | 0 – 4 (0-1; 0-3; 0-0) referto              | Lettonia | HK-areena (10.250 spett.) |
| Marcatori 16:10 Sorokins 27:05 34:05 36:33 Skrastiņš |             |                                            |          |                           |
|                                                      |             |                                            |          |                           |
|                                                      | Marcatori   | 16:10 Sorokins 27:05 34:05 36:33 Skrastiņš |          |                           |

| Turku 29 aprile 2003, ore 20:05 UTC+3                                | Svezia    | 1 – 3 (0-1; 0-1; 1-1) referto               | Canada | HK-areena (11.590 spett.) |
| Forsberg 51:41 Marcatori 10:47 Heatley 29:12 Brière 49:00 Dandenault |           |                                             |        |                           |
|                                                                      |           |                                             |        |                           |
| Forsberg 51:41                                                       | Marcatori | 10:47 Heatley 29:12 Brière 49:00 Dandenault |        |                           |

| Pos. |             | PG | V | N | P | GF | GS | DR  | Pt |
| 1.   | Canada      | 3  | 3 | 0 | 0 | 12 | 2  | +10 | 6  |
| 2.   | Svezia      | 3  | 2 | 0 | 1 | 6  | 5  | +1  | 4  |
| 3.   | Lettonia    | 3  | 1 | 0 | 2 | 6  | 9  | -3  | 2  |
| 4.   | Bielorussia | 3  | 0 | 0 | 3 | 1  | 9  | -8  | 0  |

### Girone D
| Helsinki 26 aprile 2003, ore 16:00 UTC+3                                                          | Rep. Ceca | 5 – 2 (3-0; 2-1; 0-1) referto | Slovenia | Hartwall-areena (12.001 spett.) |
| Vrbata 06:20 Sup 11:01 Výborný 13:24 Hudler 32:07 Balaštík 35:24 Marcatori 20:57 Rodman 55:11 Por |           |                               |          |                                 |
|                                                                                                   |           |                               |          |                                 |
| Vrbata 06:20 Sup 11:01 Výborný 13:24 Hudler 32:07 Balaštík 35:24                                  | Marcatori | 20:57 Rodman 55:11 Por        |          |                                 |

| Helsinki 26 aprile 2003, ore 20:00 UTC+3                                         | Austria   | 1 – 5 (0-1; 1-3; 0-1) referto                               | Finlandia | Hartwall-areena (13.022 spett.) |
| Kalt 35:58 Marcatori 08:07 21:25 Lydman 30:57 Peltonen 39:16 Koivu 59:12 Selänne |           |                                                             |           |                                 |
|                                                                                  |           |                                                             |           |                                 |
| Kalt 35:58                                                                       | Marcatori | 08:07 21:25 Lydman 30:57 Peltonen 39:16 Koivu 59:12 Selänne |           |                                 |

| Tampere 28 aprile 2003, ore 19:00 UTC+3 | Finlandia | 12 – 0 (4-0; 4-0; 4-0) referto | Slovenia | Tampereen jäähalli (7.800 spett.) |
| Niinimaa 03:58 Berg 04:27 Selänne 11:57 37:27 Timonen 17:49 Eloranta 22:47 Nummelin 30:42 Pirnes 32:08 59:25 Kallio 42:27 54:13 Pirjetä 47:28 Marcatori |           |                                |          |                                   |
| |           |                                |          |                                   |
| Niinimaa 03:58 Berg 04:27 Selänne 11:57 37:27 Timonen 17:49 Eloranta 22:47 Nummelin 30:42 Pirnes 32:08 59:25 Kallio 42:27 54:13 Pirjetä 47:28           | Marcatori |                                |          |                                   |

| Helsinki 28 aprile 2003, ore 20:00 UTC+3                                                                         | Rep. Ceca | 8 – 1 (1-0; 5-0; 2-1) referto | Austria | Hartwall-areena (7.724 spett.) |
| Trnka 10:54 Straka 22:13 30:25 Vrbata 22:41 23:20 Špaček 31:23 Hudler 44:02 Výborný 50:31 Marcatori 47:05 Welser |           |                               |         |                                |
| |           |                               |         |                                |
| Trnka 10:54 Straka 22:13 30:25 Vrbata 22:41 23:20 Špaček 31:23 Hudler 44:02 Výborný 50:31                        | Marcatori | 47:05 Welser                  |         |                                |

| Helsinki 29 aprile 2003, ore 20:00 UTC+3                                                                              | Slovenia  | 2 – 6 (0-1; 1-2; 1-3) referto                                                      | Austria | Hartwall-areena (6.237 spett.) |
| Dervarič 35:57 Jan 55:22 Marcatori 14:32 Brandner 29:14 Szücs 35:25 M. Hohenberger 42:30 Divis 56:18 Doyle 57:50 Pöck |           |                                                                                    |         |                                |
| |           |                                                                                    |         |                                |
| Dervarič 35:57 Jan 55:22                                                                                              | Marcatori | 14:32 Brandner 29:14 Szücs 35:25 M. Hohenberger 42:30 Divis 56:18 Doyle 57:50 Pöck |         |                                |

| Turku 30 aprile 2003, ore 16:00 UTC+3              | Finlandia | 1 – 2 (1-0; 0-1; 0-1) referto | Rep. Ceca | HK-areena (11.618 spett.) |
| Peltonen 15:44 Marcatori 32:01 Hejduk 52:25 Straka |           |                               |           |                           |
|                                                    |           |                               |           |                           |
| Peltonen 15:44                                     | Marcatori | 32:01 Hejduk 52:25 Straka     |           |                           |

| Pos. |           | PG | V | N | P | GF | GS | DR  | Pt |
| 1.   | Rep. Ceca | 3  | 3 | 0 | 0 | 15 | 4  | +11 | 6  |
| 2.   | Finlandia | 3  | 2 | 0 | 1 | 18 | 3  | +15 | 4  |
| 3.   | Austria   | 3  | 1 | 0 | 2 | 8  | 15 | -7  | 2  |
| 4.   | Slovenia  | 3  | 0 | 0 | 3 | 4  | 23 | -19 | 0  |

## Seconda fase
Le prime tre squadre di ogni gruppo preliminare avanzano alla seconda fase. Le dodici squadre vengono divise successivamente in due gruppi: le squadre dai gruppi A e D confluiscono nel Gruppo E, mentre le squadre dei gruppi B e C nel Gruppo F.
Ogni squadra conserva i punti ottenuti con le altre due squadre qualificate del proprio girone. In questa fase affrontano le altre tre squadre provenienti dall'altro girone preliminare.
Le prime quattro squadre dei gruppi E ed F accedono alla fase a eliminazione diretta.

### Girone E
| Helsinki 2 maggio 2003, ore 16:00 UTC+3                                       | Slovacchia | 5 – 1 (1-1; 0-0; 4-0) referto | Finlandia | Hartwall-areena (13.209 spett.) |
| Kapuš 10:42 Nagy 42:56 Šatan 50:57 57:02 Hlinka 58:33 Marcatori 03:51 Jokinen |            |                               |           |                                 |
|                                                                               |            |                               |           |                                 |
| Kapuš 10:42 Nagy 42:56 Šatan 50:57 57:02 Hlinka 58:33                         | Marcatori  | 03:51 Jokinen                 |           |                                 |

| Helsinki 2 maggio 2003, ore 20:00 UTC+3                                                                | Rep. Ceca | 5 – 2 (0-0; 4-1; 1-1) referto      | Ucraina | Hartwall-areena (12.517 spett.) |
| Straka 23:40 Kadlec 27:08 Hejduk 27:39 32:08 Hlinka 59:17 Marcatori 35:18 Bobrovnykov 57:27 Šachrajčuk |           |                                    |         |                                 |
| |           |                                    |         |                                 |
| Straka 23:40 Kadlec 27:08 Hejduk 27:39 32:08 Hlinka 59:17                                              | Marcatori | 35:18 Bobrovnykov 57:27 Šachrajčuk |         |                                 |

| Helsinki 3 maggio 2003, ore 16:00 UTC+3                                                             | Germania  | 5 – 1 (2-0; 2-1; 1-0) referto | Austria | Hartwall-areena (12.510 spett.) |
| Soccio 09:58 Martinec 12:03 Kunce 24:45 Abstreiter 27:46 Morczinietz 40:52 Marcatori 31:53 Brandner |           |                               |         |                                 |
| |           |                               |         |                                 |
| Soccio 09:58 Martinec 12:03 Kunce 24:45 Abstreiter 27:46 Morczinietz 40:52                          | Marcatori | 31:53 Brandner                |         |                                 |

| Helsinki 3 maggio 2003, ore 20:00 UTC+3                                                         | Finlandia | 9 – 0 (3-0; 4-0; 2-0) referto | Ucraina | Hartwall-areena (13.374 spett.) |
| Rintanen 03:53 15:41 20:50 56:18 Hagman 16:04 21:28 Selänne 26:02 29:35 Timonen 48:20 Marcatori |           |                               |         |                                 |
|                                                                                                 |           |                               |         |                                 |
| Rintanen 03:53 15:41 20:50 56:18 Hagman 16:04 21:28 Selänne 26:02 29:35 Timonen 48:20           | Marcatori |                               |         |                                 |

| Helsinki 4 maggio 2003, ore 16:00 UTC+3                                                                            | Slovacchia | 7 – 1 (2-0; 3-1; 2-0) referto | Austria | Hartwall-areena (11.786 spett.) |
| Stümpel 03:18 Višňovský 16:19 Kapuš 30:16 Zedník 31:17 Bondra 35:01 Nagy 46:14 Pálffy 57:38 Marcatori 31:54 Welser |            |                               |         |                                 |
| |            |                               |         |                                 |
| Stümpel 03:18 Višňovský 16:19 Kapuš 30:16 Zedník 31:17 Bondra 35:01 Nagy 46:14 Pálffy 57:38                        | Marcatori  | 31:54 Welser                  |         |                                 |

| Helsinki 4 maggio 2003, ore 20:00 UTC+3                  | Rep. Ceca | 4 – 0 (1-0; 1-0; 2-0) referto | Germania | Hartwall-areena (12.152 spett.) |
| Hlaváč 03:35 42:22 Reichel 29:05 Výborný 49:41 Marcatori |           |                               |          |                                 |
|                                                          |           |                               |          |                                 |
| Hlaváč 03:35 42:22 Reichel 29:05 Výborný 49:41           | Marcatori |                               |          |                                 |

| Helsinki 5 maggio 2003, ore 20:00 UTC+3                                             | Slovacchia | 3 – 3 (0-1; 2-2; 1-0) referto    | Rep. Ceca | Hartwall-areena (12.860 spett.) |
| Višňovský 23:27 Demitra 37:15 Nagy 53:54 Marcatori 16:30 27:42 Straka 30:09 Výborný |            |                                  |           |                                 |
|                                                                                     |            |                                  |           |                                 |
| Višňovský 23:27 Demitra 37:15 Nagy 53:54                                            | Marcatori  | 16:30 27:42 Straka 30:09 Výborný |           |                                 |

| Helsinki 6 maggio 2003, ore 16:00 UTC+3                                                            | Ucraina   | 2 – 5 (0-0; 0-3; 2-2) referto                            | Austria | Hartwall-areena (12.326 spett.) |
| Šachrajčuk 49:48 Procenko 54:36 Marcatori 22:58 26:11 Divis 32:50 Doyle 44:59 59:37 M. Hohenberger |           |                                                          |         |                                 |
| |           |                                                          |         |                                 |
| Šachrajčuk 49:48 Procenko 54:36                                                                    | Marcatori | 22:58 26:11 Divis 32:50 Doyle 44:59 59:37 M. Hohenberger |         |                                 |

| Helsinki 6 maggio 2003, ore 20:00 UTC+3                             | Finlandia | 2 – 2 (2-1; 0-1; 0-0) referto | Germania | Hartwall-areena (13.289 spett.) |
| Peltonen 08:25 Nummelin 17:38 Marcatori 04:25 Soccio 22:23 Kreutzer |           |                               |          |                                 |
|                                                                     |           |                               |          |                                 |
| Peltonen 08:25 Nummelin 17:38                                       | Marcatori | 04:25 Soccio 22:23 Kreutzer   |          |                                 |

| Pos. |            | PG | V | N | P | GF | GS | DR  | Pt |
| 1.   | Slovacchia | 5  | 4 | 1 | 0 | 27 | 9  | +18 | 9  |
| 2.   | Rep. Ceca  | 5  | 4 | 1 | 0 | 22 | 7  | +15 | 9  |
| 3.   | Finlandia  | 5  | 2 | 1 | 2 | 18 | 10 | +8  | 5  |
| 4.   | Germania   | 5  | 2 | 1 | 2 | 11 | 11 | 0   | 5  |
| 5.   | Austria    | 5  | 1 | 0 | 4 | 9  | 27 | -18 | 2  |
| 6.   | Ucraina    | 5  | 0 | 0 | 5 | 8  | 31 | -23 | 0  |

### Girone F
| Turku 2 maggio 2003, ore 16:00 UTC+3                          | Canada    | 2 – 2 (1-2; 1-0; 0-0) referto | Danimarca | HK-areena (3.084 spett.) |
| Bouwmeester 04:39 39:05 Marcatori 15:25 Jensen 15:46 Mølgaard |           |                               |           |                          |
|                                                               |           |                               |           |                          |
| Bouwmeester 04:39 39:05                                       | Marcatori | 15:25 Jensen 15:46 Mølgaard   |           |                          |

| Turku 2 maggio 2003, ore 20:05 UTC+3                                                                 | Russia    | 2 – 4 (1-1; 0-1; 1-2) referto                             | Svezia | HK-areena (5.721 spett.) |
| Grigorenko 18:29 Koval'čuk 43:36 Marcatori 08:12 Zetterberg 33:28 Höglund 41:11 Jönsson 59:16 Sundin |           |                                                           |        |                          |
| |           |                                                           |        |                          |
| Grigorenko 18:29 Koval'čuk 43:36                                                                     | Marcatori | 08:12 Zetterberg 33:28 Höglund 41:11 Jönsson 59:16 Sundin |        |                          |

| Turku 3 maggio 2003, ore 16:00 UTC+3                                          | Svizzera  | 4 – 2 (1-1; 1-1; 2-0) referto | Lettonia | HK-areena (5.268 spett.) |
| Fischer 03:11 49:55 Forster 30:46 Wichser 45:15 Marcatori 14:19 22:07 Fanduls |           |                               |          |                          |
|                                                                               |           |                               |          |                          |
| Fischer 03:11 49:55 Forster 30:46 Wichser 45:15                               | Marcatori | 14:19 22:07 Fanduls           |          |                          |

| Turku 3 maggio 2003, ore 20:05 UTC+3                                                                                    | Svezia    | 7 – 1 (2-1; 1-0; 4-0) referto | Danimarca | HK-areena (5.061 spett.) |
| Axelsson 08:28 28:35 Forsberg 15:08 Andersson 41:42 Renberg 43:17 Zetterberg 47:54 Sundin 59:13 Marcatori 10:01 Åkesson |           |                               |           |                          |
| |           |                               |           |                          |
| Axelsson 08:28 28:35 Forsberg 15:08 Andersson 41:42 Renberg 43:17 Zetterberg 47:54 Sundin 59:13                         | Marcatori | 10:01 Åkesson                 |           |                          |

| Turku 4 maggio 2003, ore 16:00 UTC+3                     | Lettonia  | 2 – 1 (0-0; 0-0; 2-1) referto | Russia | HK-areena (4.598 spett.) |
| Tambijevs 40:15 Romanovskis 51:31 Marcatori 40:48 Frolov |           |                               |        |                          |
|                                                          |           |                               |        |                          |
| Tambijevs 40:15 Romanovskis 51:31                        | Marcatori | 40:48 Frolov                  |        |                          |

| Turku 4 maggio 2003, ore 20:00 UTC+3 | Canada    | 2 – 0 (0-0; 1-0; 1-0) referto | Svizzera | HK-areena (4.634 spett.) |
| Carter 32:16 Horcoff 46:29 Marcatori |           |                               |          |                          |
|                                      |           |                               |          |                          |
| Carter 32:16 Horcoff 46:29           | Marcatori |                               |          |                          |

| Turku 5 maggio 2003, ore 20:00 UTC+3                                                   | Russia    | 2 – 5 (1-1; 0-2; 1-2) referto                    | Canada | HK-areena (5.464 spett.) |
| Frolov 04:46 Archipov 58:01 Marcatori 07:56 52:51 Doan 27:58 40:34 Maltby 35:56 Brière |           |                                                  |        |                          |
|                                                                                        |           |                                                  |        |                          |
| Frolov 04:46 Archipov 58:01                                                            | Marcatori | 07:56 52:51 Doan 27:58 40:34 Maltby 35:56 Brière |        |                          |

| Turku 6 maggio 2003, ore 20:15 UTC+3                                               | Danimarca | 2 – 4 (0-0; 2-2; 0-2) referto                      | Lettonia | HK-areena (5.426 spett.) |
| Grey 25:50 Degn 26:55 Marcatori 24:03 51:06 Kerčs 33:45 Širokovs 40:50 Panteļejevs |           |                                                    |          |                          |
|                                                                                    |           |                                                    |          |                          |
| Grey 25:50 Degn 26:55                                                              | Marcatori | 24:03 51:06 Kerčs 33:45 Širokovs 40:50 Panteļejevs |          |                          |

| Turku 6 maggio 2003, ore 20:15 UTC+3                                                                    | Svizzera  | 2 – 5 (2-1; 0-1; 0-3) referto                                               | Svezia | HK-areena (5.703 spett.) |
| Plüss 12:38 14:21 Marcatori 08:21 Sundin 24:18 Tärnström 43:27 Hannula 47:16 Jönsson 50:01 P. Nordström |           |                                                                             |        |                          |
| |           |                                                                             |        |                          |
| Plüss 12:38 14:21                                                                                       | Marcatori | 08:21 Sundin 24:18 Tärnström 43:27 Hannula 47:16 Jönsson 50:01 P. Nordström |        |                          |

| Pos. |           | PG | V | N | P | GF | GS | DR  | Pt |
| 1.   | Canada    | 5  | 4 | 1 | 0 | 18 | 6  | +12 | 9  |
| 2.   | Svezia    | 5  | 4 | 0 | 1 | 20 | 9  | +11 | 8  |
| 3.   | Russia    | 5  | 2 | 0 | 3 | 16 | 14 | +2  | 4  |
| 4.   | Svizzera  | 5  | 2 | 0 | 3 | 14 | 16 | -2  | 4  |
| 5.   | Lettonia  | 5  | 2 | 0 | 3 | 10 | 16 | -6  | 4  |
| 6.   | Danimarca | 5  | 0 | 0 | 5 | 8  | 25 | -17 | 0  |

## Girone per non retrocedere

### Girone G
| Tampere 2 maggio 2003, ore 15:00 UTC+3                                                                                  | Stati Uniti | 7 – 2 (3-2; 3-0; 1-0) referto | Slovenia | Tampereen jäähalli (2.348 spett.) |
| Cullen 00:42 Hall 15:22 Hauer 16:59 Pohl 21:46 Housley 22:59 Fairchild 34:05 Drury 44:49 Marcatori 07:02 18:07 Razingar |             |                               |          |                                   |
| |             |                               |          |                                   |
| Cullen 00:42 Hall 15:22 Hauer 16:59 Pohl 21:46 Housley 22:59 Fairchild 34:05 Drury 44:49                                | Marcatori   | 07:02 18:07 Razingar          |          |                                   |

| Tampere 2 maggio 2003, ore 19:00 UTC+3                                 | Bielorussia | 3 – 1 (2-1; 0-0; 1-0) referto | Giappone | Tampereen jäähalli (2.473 spett.) |
| Kaljužny 10:09 Cyplakoŭ 17:56 Rasol'ka 51:43 Marcatori 17:04 Kawashima |             |                               |          |                                   |
|                                                                        |             |                               |          |                                   |
| Kaljužny 10:09 Cyplakoŭ 17:56 Rasol'ka 51:43                           | Marcatori   | 17:04 Kawashima               |          |                                   |

| Tampere 3 maggio 2003, ore 15:00 UTC+3                                 | Giappone  | 3 – 3 (2-0; 0-1; 1-2) referto | Slovenia | Tampereen jäähalli (3.058 spett.) |
| Kuwabara 06:12 M. Ito 12:22 46:42 Marcatori 37:06 48:19 Vnuk 49:23 Jan |           |                               |          |                                   |
|                                                                        |           |                               |          |                                   |
| Kuwabara 06:12 M. Ito 12:22 46:42                                      | Marcatori | 37:06 48:19 Vnuk 49:23 Jan    |          |                                   |

| Tampere 3 maggio 2003, ore 19:00 UTC+3                                                  | Stati Uniti | 4 – 2 (2-2; 2-0; 0-0) referto | Bielorussia | Tampereen jäähalli (3.088 spett.) |
| Drury 05:43 Pohl 19:36 Leopold 29:35 Hall 39:17 Marcatori 08:47 Cyplakoŭ 10:09 Strachaŭ |             |                               |             |                                   |
|                                                                                         |             |                               |             |                                   |
| Drury 05:43 Pohl 19:36 Leopold 29:35 Hall 39:17                                         | Marcatori   | 08:47 Cyplakoŭ 10:09 Strachaŭ |             |                                   |

| Tampere 5 maggio 2003, ore 15:00 UTC+3                                                                       | Slovenia  | 3 – 4 (1-2; 1-2; 1-0) referto                                  | Bielorussia | Tampereen jäähalli (2.351 spett.) |
| Vnuk 06:42 Jan 33:06 Razingar 57:51 Marcatori 10:15 Kascicyn 17:15 Cyplakoŭ 24:43 Makrycki 36:16 Zadzjalënaŭ |           |                                                                |             |                                   |
| |           |                                                                |             |                                   |
| Vnuk 06:42 Jan 33:06 Razingar 57:51                                                                          | Marcatori | 10:15 Kascicyn 17:15 Cyplakoŭ 24:43 Makrycki 36:16 Zadzjalënaŭ |             |                                   |

| Tampere 5 maggio 2003, ore 19:00 UTC+3                                                                              | Giappone  | 1 – 8 (0-1; 1-3; 0-4) referto                                                             | Stati Uniti | Tampereen jäähalli (3.092 spett.) |
| Te. Saito 26:48 Marcatori 03:13 Ferraro 23:04 52:04 Johnson 33:23 36:06 50:33 Fairchild 46:39 Defauw 48:25 Reasoner |           |                                                                                           |             |                                   |
| |           |                                                                                           |             |                                   |
| Te. Saito 26:48 | Marcatori | 03:13 Ferraro 23:04 52:04 Johnson 33:23 36:06 50:33 Fairchild 46:39 Defauw 48:25 Reasoner |             |                                   |

| Pos. |             | PG | V | N | P | GF | GS | DR  | Pt |
| 1.   | Stati Uniti | 3  | 3 | 0 | 0 | 19 | 5  | +14 | 6  |
| 2.   | Bielorussia | 3  | 2 | 0 | 1 | 9  | 8  | +1  | 4  |
| 3.   | Slovenia    | 3  | 0 | 1 | 2 | 8  | 14 | -6  | 1  |
| 4.   | Giappone    | 3  | 0 | 1 | 2 | 5  | 14 | -9  | 1  |

## Fase ad eliminazione diretta
|  | Quarti di finale | Quarti di finale | Quarti di finale |           |            | Semifinali | Semifinali | Semifinali |           |                 | Finale          | Finale          | Finale |  |
|  |                  |                  |                  |           |            |            |            |            |           |                 |                 |                 |        |  |
|  | F1               | Canada           | 3                |           |            |            |            |            |           |                 |                 |                 |        |  |
|  | F1               | Canada           | 3                |           |            |            |            |            |           |                 |                 |                 |        |  |
|  | E4               | Germania         | 2                |           |            |            |            |            |           |                 |                 |                 |        |  |
|  | E4               | Germania         | 2                |           | Canada     | Canada     | 8          |            |           |                 |                 |                 |        |  |
|  |                  |                  |                  |           | Canada     | Canada     | 8          |            |           |                 |                 |                 |        |  |
|  |                  |                  | Rep. Ceca        | Rep. Ceca | 4          |            |            |            |           |                 |                 |                 |        |  |
|  | E2               | Rep. Ceca        | Rep. Ceca        | Rep. Ceca | 4          | 3          |            |            |           |                 |                 |                 |        |  |
|  | E2               | Rep. Ceca        |                  |           |            |            |            |            |           |                 |                 |                 |        |  |
|  | F3               | Russia           | 0                |           |            |            |            |            |           |                 |                 |                 |        |  |
|  | F3               | Russia           | 0                |           | Canada     | Canada     | 3          |            |           |                 |                 |                 |        |  |
|  |                  |                  |                  |           |            |            |            |            |           |                 |                 |                 |        |  |
|  |                  |                  | Svezia           | Svezia    | 2          |            |            |            |           |                 |                 |                 |        |  |
|  | E1               | Slovacchia       | Svezia           | Svezia    | 2          | 3          |            |            |           |                 |                 |                 |        |  |
|  | E1               | Slovacchia       |                  |           |            | 3          |            |            |           |                 |                 |                 |        |  |
|  | F4               | Svizzera         | 1                |           |            |            |            |            |           |                 |                 |                 |        |  |
|  | F4               | Svizzera         | 1                |           | Slovacchia | Slovacchia | 1          |            |           | Finale 3º posto | Finale 3º posto | Finale 3º posto |        |  |
|  |                  |                  |                  |           | Slovacchia | Slovacchia | 1          |            |           |                 |                 |                 |        |  |
|  |                  |                  | Svezia           | Svezia    | 4          |            |            |            |           |                 |                 |                 |        |  |
|  | F2               | Svezia           | Svezia           | Svezia    | 4          | 6          |            |            | Rep. Ceca | Rep. Ceca       | 2               |                 |        |  |
|  | F2               | Svezia           |                  |           |            |            |            |            | Rep. Ceca | Rep. Ceca       | 2               |                 |        |  |
|  | E3               | Finlandia        | 5                |           |            | Slovacchia | Slovacchia | 4          |           |                 |                 |                 |        |  |

### Quarti di finale
| Turku 7 maggio 2003, ore 16:00 UTC+3                                        | Canada    | 3 – 2 (d.t.s.) (1-0; 1-0; 0-2) referto | Germania | HK-areena (5.953 spett.) |
| Smyth 03:04 Brière 32:43 Brewer 60:37 Marcatori 44:31 Kopitz 54:00 Kreutzer |           |                                        |          |                          |
|                                                                             |           |                                        |          |                          |
| Smyth 03:04 Brière 32:43 Brewer 60:37                                       | Marcatori | 44:31 Kopitz 54:00 Kreutzer            |          |                          |

| Helsinki 7 maggio 2003, ore 17:00 UTC+3             | Slovacchia | 3 – 1 (0-1; 2-0; 1-0) referto | Svizzera | Hartwall-areena (12.723 spett.) |
| Kapuš 27:36 Šatan 39:13 41:03 Marcatori 14:28 Plüss |            |                               |          |                                 |
|                                                     |            |                               |          |                                 |
| Kapuš 27:36 Šatan 39:13 41:03                       | Marcatori  | 14:28 Plüss                   |          |                                 |

| Turku 7 maggio 2003, ore 20:00 UTC+3             | Rep. Ceca | 3 – 0 (1-0; 2-0; 0-0) referto | Russia | HK-areena (6.401 spett.) |
| Hlaváč 16:26 Hejduk 29:01 Hlinka 36:28 Marcatori |           |                               |        |                          |
|                                                  |           |                               |        |                          |
| Hlaváč 16:26 Hejduk 29:01 Hlinka 36:28           | Marcatori |                               |        |                          |

| Helsinki 7 maggio 2003, ore 21:00 UTC+3 | Svezia    | 6 – 5 (1-3; 3-2; 2-0) referto                         | Finlandia | Hartwall-areena (13.387 spett.) |
| Sundin 04:45 Jönsson 28:04 Forsberg 29:27 48:22 Höglund 37:20 Axelsson 55:06 Marcatori 07:31 09:13 26:44 Selänne 18:35 Kallio 25:26 Rintanen |           |                                                       |           |                                 |
| |           |                                                       |           |                                 |
| Sundin 04:45 Jönsson 28:04 Forsberg 29:27 48:22 Höglund 37:20 Axelsson 55:06                                                                 | Marcatori | 07:31 09:13 26:44 Selänne 18:35 Kallio 25:26 Rintanen |           |                                 |

### Semifinali
| Helsinki 9 maggio 2003, ore 17:00 UTC+3 | Canada    | 8 – 4 (1-0; 2-2; 5-2) referto               | Rep. Ceca | Hartwall-areena (12.924 spett.) |
| Doan 10:34 Heatley 23:57 48:41 58:25 Bouwmeester 29:39 Calder 43:20 Horcoff 52:53 Dandenault 58:25 Marcatori 34:30 39:32 Reichel 42:04 Hejduk 57:08 Duda |           |                                             |           |                                 |
| |           |                                             |           |                                 |
| Doan 10:34 Heatley 23:57 48:41 58:25 Bouwmeester 29:39 Calder 43:20 Horcoff 52:53 Dandenault 58:25                                                       | Marcatori | 34:30 39:32 Reichel 42:04 Hejduk 57:08 Duda |           |                                 |

| Helsinki 9 maggio 2003, ore 21:00 UTC+3                                  | Slovacchia | 1 – 4 (0-1; 1-1; 0-2) referto                     | Svezia | Hartwall-areena (13.117 spett.) |
| Bondra 37:39 Marcatori 18:40 Hannula 38:30 41:53 Sundin 59:23 Zetterberg |            |                                                   |        |                                 |
|                                                                          |            |                                                   |        |                                 |
| Bondra 37:39                                                             | Marcatori  | 18:40 Hannula 38:30 41:53 Sundin 59:23 Zetterberg |        |                                 |

### Finale per il 3º posto
| Helsinki 10 maggio 2003, ore 17:00 UTC+3                                                  | Rep. Ceca | 2 – 4 (1-2; 1-1; 0-1) referto                        | Slovacchia | Hartwall-areena (13.324 spett.) |
| Hlaváč 15:31 Reichel 20:37 Marcatori 13:18 Šatan 19:03 Stümpel 25:20 Bondra 57:31 Demitra |           |                                                      |            |                                 |
|                                                                                           |           |                                                      |            |                                 |
| Hlaváč 15:31 Reichel 20:37                                                                | Marcatori | 13:18 Šatan 19:03 Stümpel 25:20 Bondra 57:31 Demitra |            |                                 |

### Finale
| Helsinki 11 maggio 2003, ore 17:00 UTC+3                                           | Canada    | 3 – 2 (d.t.s.) (1-2; 0-0; 1-0) referto | Svezia | Hartwall-areena (13.387 spett.) |
| Horcoff 19:17 Doan 49:03 Carter 73:49 Marcatori 10:18 M. Tjärnqvist 18:39 Axelsson |           |                                        |        |                                 |
|                                                                                    |           |                                        |        |                                 |
| Horcoff 19:17 Doan 49:03 Carter 73:49                                              | Marcatori | 10:18 M. Tjärnqvist 18:39 Axelsson     |        |                                 |

## Classifica marcatori
| Giocatore         | PG | G | A  | Pt | +/- | MP |
| ----------------- | -- | - | -- | -- | --- | -- |
| Žigmund Pálffy    | 9  | 7 | 8  | 15 | +9  | 18 |
| Jozef Stümpel     | 9  | 4 | 11 | 15 | +7  | 0  |
| Ľubomír Višňovský | 9  | 4 | 8  | 12 | +11 | 2  |
| Teemu Selänne     | 7  | 8 | 3  | 11 | +3  | 2  |
| Saku Koivu        | 7  | 1 | 10 | 11 | +3  | 4  |
| Dany Heatley      | 9  | 7 | 3  | 10 | +9  | 10 |
| Mats Sundin       | 7  | 6 | 4  | 10 | +8  | 10 |
| Miroslav Šatan    | 9  | 6 | 4  | 10 | +2  | 2  |
| Martin Straka     | 9  | 6 | 4  | 10 | +5  | 4  |
| Kimmo Rintanen    | 7  | 5 | 4  | 9  | +3  | 0  |

Fonte: IIHF.com

## Classifica portieri
| Giocatore        | Min    | TC  | GS | SO | MGS  | Sv%   |
| ---------------- | ------ | --- | -- | -- | ---- | ----- |
| Oliver Jonas     | 180:00 | 100 | 4  | 0  | 1.33 | 96.00 |
| Sean Burke       | 328:47 | 156 | 7  | 1  | 1.28 | 95.51 |
| Mikael Tellqvist | 393:16 | 150 | 9  | 0  | 1.37 | 94.00 |
| Ján Lašák        | 359:20 | 168 | 11 | 0  | 1.84 | 93.45 |
| Marco Bührer     | 297:25 | 137 | 9  | 1  | 1.82 | 93.43 |

Fonte: IIHF.com

## Classifica finale
| Pos | Squadra     |
| --- | ----------- |
| 1   | Canada      |
| 2   | Svezia      |
| 3   | Slovacchia  |
| 4   | Rep. Ceca   |
| 5   | Finlandia   |
| 6   | Germania    |
| 7   | Russia      |
| 8   | Svizzera    |
| 9   | Lettonia    |
| 10  | Austria     |
| 11  | Danimarca   |
| 12  | Ucraina     |
| 13  | Stati Uniti |
| 14  | Bielorussia |
| 15  | Slovenia    |
| 16  | Giappone    |

| Campioni del mondo di hockey su ghiaccio 2003 |
| Canada 22º titolo                             |

Il piazzamento finale è stabilito dai seguenti criteri:
- Posizioni dal 1º al 4º posto: i risultati della finale e della finale per il 3º posto
- Posizioni dal 5º all'8º posto (squadre perdenti ai quarti di finale): il piazzamento nel girone della seconda fase; in caso di parità, i punti raccolti nel girone della seconda fase; in caso di ulteriore parità, la differenza reti nel girone della seconda fase.
- Posizioni dal 9º al 12º posto (5º e 6º classificati nei gironi della seconda fase): il piazzamento nel girone della seconda fase; in caso di parità, i punti raccolti nel girone della seconda fase; in caso di ulteriore parità, la differenza reti nel girone della seconda fase.
- Posizioni dal 13º al 16º posto (girone per non retrocedere): il piazzamento nel girone G

| Promosse nel Gruppo A:         | Kazakistan  | Francia  |
| Retrocesse in Prima Divisione: | Bielorussia | Slovenia |

### Riconoscimenti

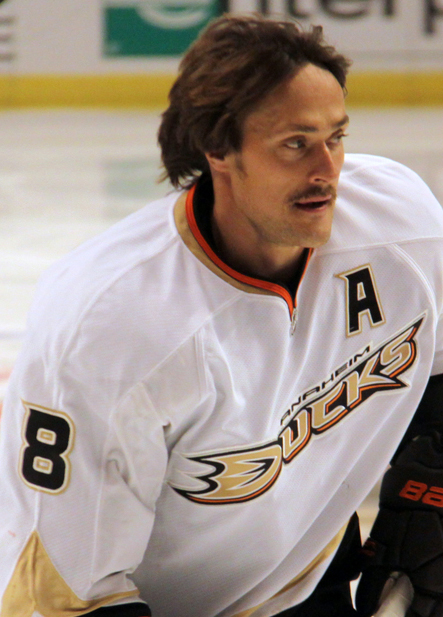
Il finlandese Teemu Selänne, eletto miglior attaccante del torneo.

Riconoscimenti individuali

| Premio                  | Giocatore         |
| ----------------------- | ----------------- |
| Miglior giocatore (MVP) | Mats Sundin       |
| Miglior portiere        | Sean Burke        |
| Miglior difensore       | Ľubomír Višňovský |
| Miglior attaccante      | Teemu Selänne     |

All-Star Team

| Attacco:  | Dany Heatley - Mats Sundin - Peter Forsberg |
| Difesa:   | Jay Bouwmeester - Ľubomír Višňovský         |
| Portiere: | Sean Burke                                  |